# Janikowskie Zakłady Sodowe „Janikosoda”

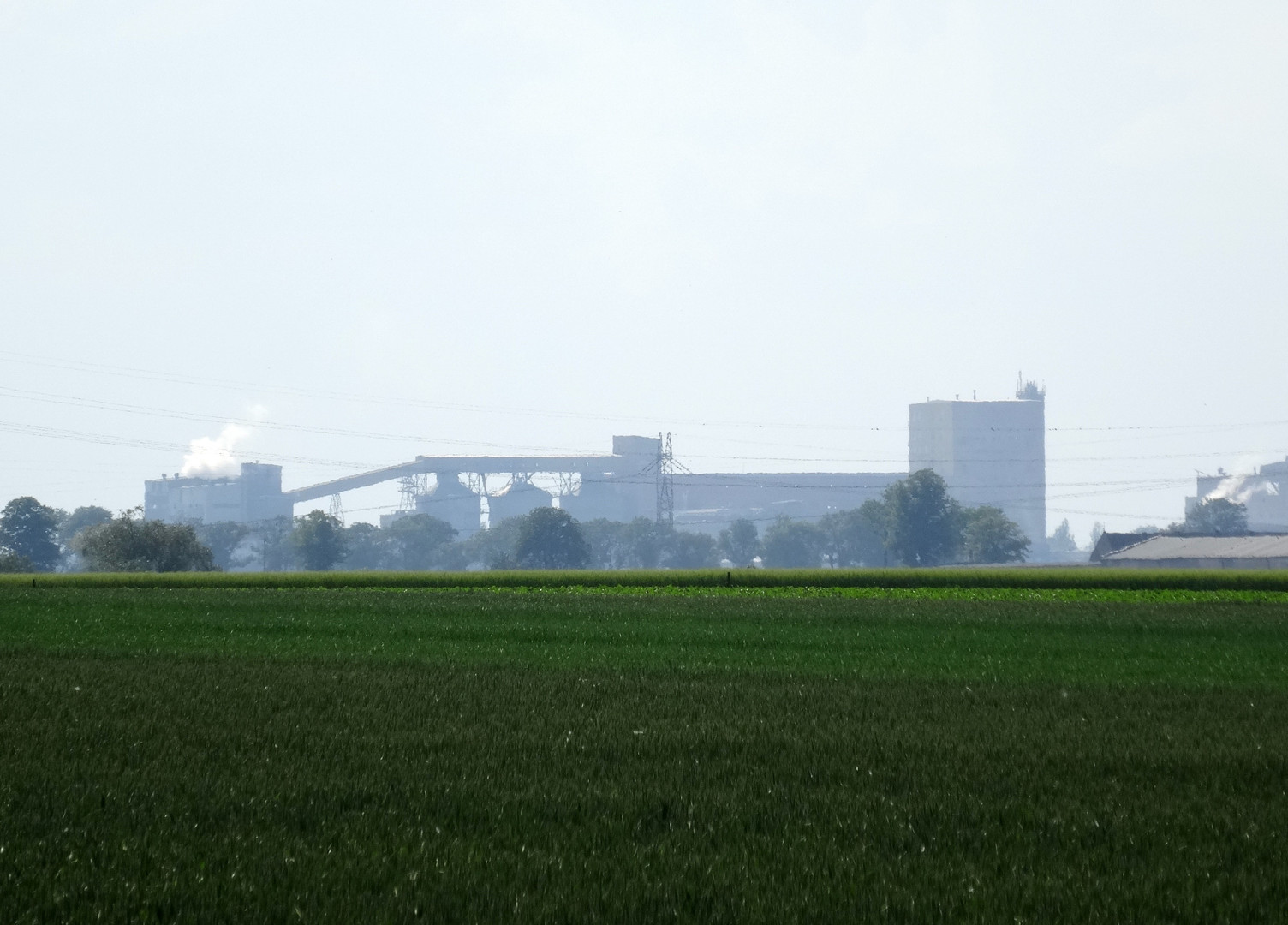
Zakład w Janikowie w krajobrazie Kujaw

Janikowskie Zakłady Sodowe „Janikosoda” (Soda Polska Ciech S.A. – zakład Janikowo) – fabryka przemysłu chemicznego w Janikowie, założona w 1957 roku, w 1996 przejęta przez koncern Ciech, od 2007 należąca do grupy kapitałowej Soda Polska Ciech S.A.

## Charakterystyka

### Lokalizacja
Zakład zlokalizowany jest w północnej części Janikowa – miasta położonego w powiecie inowrocławskim w województwie kujawsko-pomorskim. W odległości kilkuset metrów na zachód znajduje się jezioro Pakoskie.

### Produkty
Podstawowymi produktami zakładów są: soda kalcynowana, sól warzona (mokra i sucha), kreda kosmetyczna, ditlenek węgla, peklosole, sól medyczna oraz wapno nawozowe. Mają one zastosowanie w przemysłach: chemicznym, metalurgicznym, spożywczym, paszowym i farmaceutycznym.

### Zatrudnienie
W 2005 roku zatrudnienie w zakładzie sięgało 690 osób.

### Ochrona środowiska
Począwszy od lat 90. XX w. w zakładzie inwestowano w różne rozwiązania dotyczące ochrony środowiska. W 1999 uruchomiono instalację zamkniętego obiegu wody, co zmniejszyło o 86% pobór wód powierzchniowych dla celów chłodniczych oraz zredukowało do minimum zrzut wód pochłodniczych do jeziora Pakoskiego. Poprzez różnorodne zabiegi ograniczono emisję pyłów i gazów (dwutlenek azotu, tlenek węgla) do atmosfery, wykorzystano ok. 90% odpadów do celów gospodarczych (do produkcji cementu i wapna nawozowego), dokonano rekultywacji wyeksploatowanych stawów odpadowych.

## Historia
27 czerwca 1949 roku władze państwowe podjęły decyzję o budowie we wsi Janikowo fabryki sody kalcynowanej, co uzasadniano łatwym dostępem do surowców: soli kamiennej oraz kamienia wapiennego. Inwestycję wpisano w plan sześcioletni i zrealizowano w latach 1953–1957. Uroczyste otwarcie zakładu nastąpiło 4 listopada 1957. Fabryka była największym w kraju producentem sody kalcynowanej (300 tys. ton rocznie), trzecią tego typu po zakładach w Krakowie i Mątwach. Zakłady zbudowano zgodnie z wytycznymi radzieckiej licencji, w której wykorzystywano procesy chemiczne zarzucone przez czołowych producentów sody na świecie w latach 30. XX wieku. Umowa z ZSRR zakładała dostarczenie dokumentacji technicznej, maszyn i urządzeń, udzielenie pomocy technicznej i przysłanie specjalistów nadzorujących budowę i rozruch zakładu.
Z powodu niewydajnej technologii w kolejnych latach przedsiębiorstwo ustawicznie modernizowano. Celem tych działań było unowocześnienie oraz poszerzenie asortymentu produkcji. Do 1964 roku dobudowano trzy zautomatyzowane piece wapienne, zmodernizowano kolumny karbonizacyjne, rozbudowano węzeł filtracji bikarbonatu. Na wzór sprowadzonej w 1963 z RFN suszarni parowej, wykonano w Polsce identyczne urządzenia. Dzięki różnorodnym zabiegom w latach 1964–1977 pięciokrotnie zwiększono wydajność produkcji. W latach 70. dokonywano automatyzacji produkcji na bazie urządzeń zagranicznych i prototypów wykonanych w Polsce. W 1969 i 1977 roku oddano do użytku własne turbozespoły energetyczne, które jednak nie rozwiązały problemu deficytu energii. Zbudowano także kolej linową Janikowo – Piechcin do transportu kamienia wapiennego z kamieniołomów w Piechcinie.
Wraz z budową zakładów wzniesiono osiedla mieszkaniowe wraz z infrastrukturą ciepłowniczą i wodno-ściekową, co przyczyniło się do przekształcenia wsi Janikowo w 8-tysięczne miasto, które w 1962 roku na mocy dekretu Rady Państwa otrzymało prawa miejskie. Miejscowość stała się dla województwa bydgoskiego lokalną Nową Hutą i przykładem sukcesu socjalistycznej industrializacji. Zakłady obok działalności produkcyjnej organizowały powszechny wypoczynek dla dzieci i młodzieży, patronowały szkolnictwu, utrzymywały dom kultury, bibliotekę, kluby sportowe. Zakłady miały również wpływ na budowę tamy na rzece Noteć w Pakości, co podpiętrzyło o 4,5 m wody jezior Pakoskich.
Przedsiębiorstwo wytwarzało sodę kalcynowaną i kaustyczną, której odbiorcami były m.in. fabryki środków piorących, włókien sztucznych, garbarnie, wytwórnie barwników, huty szkła. W latach 60. XX w. panowały trudne warunki pracy, głównie z uwagi na zapylenie z powodu ręcznego sposobu pakowania i załadunku sody.
W 1974 roku przedsiębiorstwo otrzymało zakupioną na kredyt w Szwajcarii linię technologiczną warzelni soli. Inwestycja szacowana na 1 miliard złotych umożliwiła od 1976 roku zautomatyzowaną produkcję 500 tysięcy ton soli spożywczej i dodatkowo 60 tysięcy ton sody. Rozszerzony asortyment produkcji obejmował: sodę kalcynowaną (od 1957), spożywczy dwutlenek węgla (od 1965), sól warzoną przemysłową (od 1976), kredę kosmetyczną (od 1976), sulfosodę (od 1979). Zatrudnienie sięgnęło 2,5 tys. pracowników. W latach 70. zakłady uchodziły za jednego z poważniejszych eksporterów w regionie bydgoskim. W tym czasie wytwarzano 500 tys. ton sody kalcynowanej (2/3 produkcji krajowej), z czego na eksport do krajów zachodnich i arabskich (RFN, Francja, Belgia, Szwecja, USA, Egipt) przeznaczano około 1/3 produkcji. W latach 80. XX w. asortyment produkcji poszerzono o kredę kosmetyczną (1987) oraz wapno nawozowe (1989).
Do 1989 roku nie podejmowano większych działań w celu ochrony środowiska. Przedsiębiorstwo należało do największych trucicieli na Kujawach. Wokół zakładu powstały składowiska odpadów zwane „białymi morzami”. Wskutek nieszczelności obwałowań, błota solne zalały około 120 ha pól uprawnych, a zasolone ścieki przedostały się do wód podskórnych. Spowodowało to powstanie w sąsiedztwie połaci pustynnej, zasolonej ziemi. Na początku lat 90. XX w. fabrykę wpisano na listę 80 zakładów najbardziej uciążliwych dla środowiska w Polsce.
1 sierpnia 1992 nastąpiła komercjalizacja przedsiębiorstwa i przekształcenie w spółkę akcyjną Skarbu Państwa. W 1994 roku uruchomiono nową instalację do produkcji sody kalcynowanej ciężkiej metodą monohydratową, a w 1996 – nowy oddział konfekcjonowania soli. W 2007 roku poziom rocznej produkcji sody przekroczył 600 tys. ton.
28 sierpnia 1996 roku większościowy pakiet akcji Janikowskich Zakładów Sodowych „Janikosoda” S.A. oraz Inowrocławskich Zakładów Chemicznych „Soda-Mątwy” S.A. nabył od Skarbu Państwa Ciech S.A., który stworzył holding firm sodowych. W 2000 roku w Janikowie podwojono zdolności produkcyjne instalacji sody ciężkiej oraz uruchomiono instalację do produkcji surowego dwutlenku węgla. W 2007 oba zakłady sodowe: w Inowrocławiu-Mątwach i Janikowie połączono w jedną spółkę Ciech Soda Polska S.A.
Nazwy:
- 1957-1992 – Janikowskie Zakłady Sodowe im. Przyjaźni Polsko-Radzieckiej.
- 1992-2007 – Janikowskie Zakłady Sodowe Janikosoda S.A.
- od 2007 – w składzie Soda Polska Ciech S.A.